# 在宅ワーク

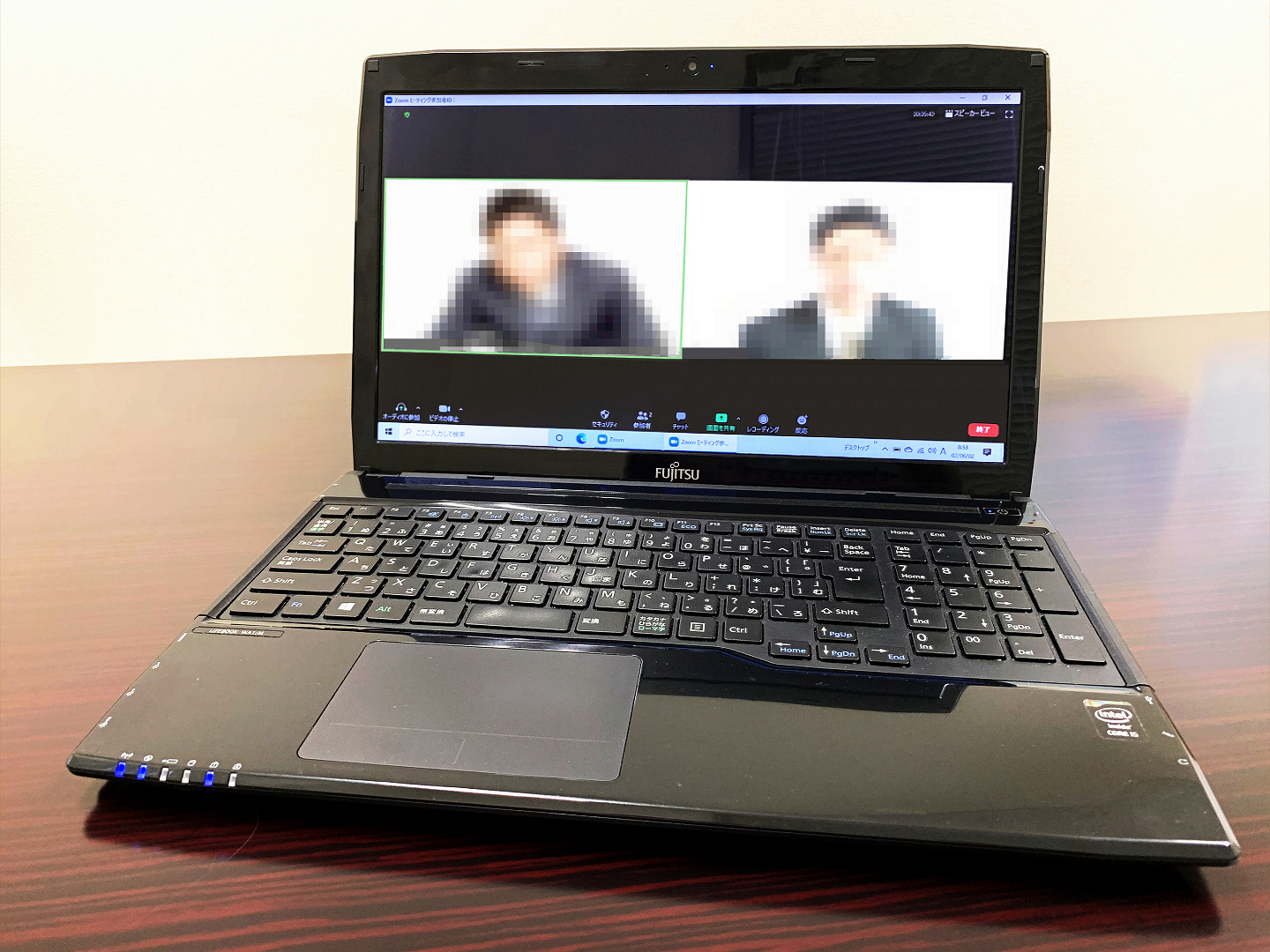
テレワークで利用されるWeb会議システムの例。

在宅ワーク（ざいたくワーク）、あるいは在宅勤務（ざいたくきんむ）とは、自宅を拠点として仕事をすること。テレワークの一種。

## 概要
雇用関係のある場合とない場合に大別される。前者の場合は、社員がノートパソコンを自宅に持ち帰って仕事をする、あるいは出社せずに自宅で仕事をするようなケースであり、後者は業務委託・請負的なケースである。小規模個人事業者としたSOHOが、在宅ワークと呼ばれるケースもあるが、SOHOが事業のスタイルを表すのに対して、在宅ワークは勤務のスタイルを表す。ノートパソコンはセキュリティ確保のためにシンクライアント端末を用い、インターネット経由でデスクトップ仮想化（VDI）に接続することが多い。

## 日本における在宅ワーク
1990年代末から2000年代初頭にかけて、「在宅ワーク」という単語がブームとなった時期もあった。当初は対面で仕事をした方が意思伝達の効率が良いことや、情報漏洩などの問題から自宅で可能なビジネスはデザインや作曲、著述などクリエイティブな領域での職種に限定されていたが、2004年頃からのインターネット利用におけるブロードバンド通信網の爆発的な普及率増加や、2011年の東日本大震災による交通インフラ障害での帰宅困難者の大量発生や出勤不能による自宅業務の必要性、新たな雇用の創出とした地方都市における就職難の解決策、自宅勤務により電車等の交通手段や勤務先オフィスの消費電力削減効果でのエコロジー面メリット等、様々な利点が見直され、現在、在宅ワーク（テレワーク）の導入は日立、富士通、ソニー、パナソニック、日本IBMなどの大手企業においても「在宅勤務者」の雇用枠導入や、政府全体での推進として厚生労働省においても、在宅業務実施時の労務管理上の留意点を整理した「情報通信機器を活用した在宅勤務の適切な導入及び実施のためのガイドライン」等を設けて推進している。
関係するポータルサイトとして、厚生労働省事業の一環で運営されている在宅ワークに関する総合支援サイト「ホームワーカーズウェブ」がある。
子育て世代の女性の活躍促進を政策の目玉に据える安倍晋三政権は、在宅勤務の推進を目指している。
2017年に第1回テレワーク・デイを取り入れ、2018年からテレワーク・デイズという形で混雑回避を目的に全国でテレワークの一斉実施を呼びかけた。
テレワーク・デイは2012年のロンドンオリンピックでの成功に倣って日本でも取り入れられた。混雑緩和と新しい勤務形態の推進がさらに加速した。
2020年に世界で流行したコロナウイルスの影響で安倍政権が推進していた在宅ワークの需要が高まり、多くの企業が対面での仕事から自宅からの在宅勤務「テレワーク」の仕事形態に移行した。
コロナ禍における在宅ワークの変化
コロナ禍前のリモートワークは働き方改革や地方創生の実現を目標とする手段として普及を推進されていた。
在宅ワークでワーク・ライフ・バランスの確保通勤時間の削減多様な労働力人口・働き方の確保が期待されて推進されていた
しかし、上記のように東日本大震災による交通インフラ障害で在宅ワークの需要が増加したこともあったが、大半の会社では対面での業務が行われていた。
コロナウイルスの流行に伴って対面での業務が感染拡大の原因になるとして、そのリスクの回避とBCP（事業継続性）の確保を優先し、在宅ワークを取り入れる企業が多くなった。日本では2019年末の時点では、テレワークの利用率はおよそ9％と低かったが、NRIのコロナ期の生活実態調査によると2020年の7月には26％の割合の人が通常時のテレワークを継続したいと答えた結果もある。
在宅勤務のメリット
自由な時間に働ける点がある。時間に縛られない働き方ができるというのは、在宅ワークの最大のメリットだと言える。
人間関係のストレスを減らすことができる点がある。在宅ワークは個人で行う業務が多いため会議も少なく職場の人間関係もない。そのため、仕事に集中しやすくなる。
雇用の幅が広がる点がある。時間、場所の制限がなくなるために雇用の幅が広がる。在宅ワークはパソコン一つあれば業務ができる。そのため、遠方に住んでいる人や、介護・育児をしている人でも働くことができるメリットがある。実際に子育てママ在籍率が58.3％の会社がある。集中でき業務効率や生産性が上がる。オフィスでは、同僚や上司と話したり、電話や来客の対応をしたり、予定外の作業で仕事を中断しなければならないことがあるが、在宅勤務では、こうした作業の中断が起きないため、業務効率や生産性を上げることが可能である。
在宅勤務のデメリット 　
従業員がオンとオフを区別できなくなってしまう。在宅勤務によって仕事とプライベートの垣根がなくなってしまい、ストレスを抱える人が急増している。この状況が最近では「在宅うつ」という言葉も生まれるくらいに深刻である。  セキュリティの確保が難しい点もある。これまで社内ネットワークによって厳重に取り扱われていた情報が、在宅勤務によって外部に流出してしまう可能性がある。  コミュニケーションが希薄化するという点もある。在宅勤務が普及すると、社員同士が直接顔を合わせなくなり、雑談の機会も極端に減り、社員の意欲やエンゲージメントの低下につながる。孤独を感じやすくコミュニケーションが難しい。また対面に比べて承認欲求が満たされにくく、それがストレスの増加やメンタルの不調をもたらすことが報告されている。メンバーの状況が把握しづらく、進行管理に支障が出ることがある。正当な評価が受けにくいことがある在宅勤務の場合、自由に働ける反面、成果物のみで評価が下され、その過程における努力や成長を見てもらえない。